# فيل جاكسون إيبارغوين
فيل جاكسون إيبارغوين (بالإسبانية: Phil Jackson Ibargüen)‏ هو لاعب كرة قدم كولومبي في مركز الهجوم، ولد في 2 فبراير 1985 في Acandí ‏ في كولومبيا. شارك مع منتخب كولومبيا تحت 20 سنة لكرة القدم. أما مع النوادي، فقد لعب مع إنديبنديينتي سانتا في وزرينيسكي موستار ونادي باسوش دي فيريرا ونادي تونديلا ونادي ديلفين ونادي سلوبودا توزلا ونادي سيليك زينيكا.

## وصلات خارجية
- فيل جاكسون إيبارغوين على موقع قاعدة بيانات كرة القدم.إي يو (الإنجليزية)
- فيل جاكسون إيبارغوين على موقع Soccerway.com (الإنجليزية)